# کسپوفانجین
کَسپوفانجین (انگلیسی: Caspofungin) با نام تجاری کَنسیداس که در ایران گاهی بدان «کاسپوفانجین» هم می‌گویند، یک داروی لیپوپروتئین ضدقارچ است که توسط مرک اند کو. ساخته می‌شود.
این دارو متعلق به خانوادهٔ دارویی اکینوکاندین است که آنزیم «۱٬۳-بتا-گاوکان سینتاز» را مهار می‌کند و بدین ترتیب، دیوارهٔ سلولی قارچ را تخریب می‌کند.
این دارو که به صورت تزریق وریدی تجویز می‌شود، نخستین دارویی از این خانواده بود که توسط سازمان غذا و دارو آمریکا پذیرفته شد.
کَسپوفانجین برای درمان انواع عفونت‌های آسپرژیلوس، کاندیدیازیس و کریپتوکوک نئوفورمانس بکار می‌رود.